# سوپوفسکی
سوپوفسکی (به لاتین: Supovsky) یک منطقهٔ مسکونی در روسیه است که در آدیغیه واقع شده‌است.